# Aéroport de San Cristóbal
L'aéroport de San Cristóbal (code IATA : SCY • code OACI : SEST) est un aéroport situé près de la ville de Puerto Baquerizo Moreno, sur l'île San Cristóbal, dans les Galápagos, archipel appartenant à l'Équateur. 
L'aéroport, situé à 19 mètres d'altitude, possède une unique piste opérationnelle de 1 894 mètres de long.

## Situation
| \| 100 km1:8 036 000 \|Seymour San Cristóbal Cuenca Esmeraldas Guayaquil Latacunga-Cotopaxi Manta Salinas Machala/Santa Rosa Tulcán Quito Coca Lago Agrio Loja Macas |
| 100 km1:8 036 000 |

## Compagnies et destinations
| Compagnies  | Destinations                                       |
| ----------- | -------------------------------------------------- |
| AeroGal     | Guayaquil-J. J.-Olmedo, Quito-M. Sucre             |
| Equair      | Quito-M. Sucre                                     |
| Icaro Air   | Guayaquil-J. J.-Olmedo, Quito-M. Sucre             |
| LAN Ecuador | Guayaquil-J. J.-Olmedo                             |
| TAME        | Guayaquil-J. J.-Olmedo, Quito-M. Sucre, île Baltra |

Actualisé le 12/01/2022